# Barnumbirr
Barnumbirr az ausztráliai Arnhem-föld ausztrál őslakos jolngu nép kultúrájában az egyik teremtő szellem, akit a Vénusz bolygóval azonosítanak. Ő vezette az első emberi lényeket, a Djanggawul nővéreket Ausztráliába. Napfelkelte előtt, az égen Barnumbirr megjelenésekor kerül sor a jolngu emberek egyik fontos szertartására. Barnumbirr közeledtekor, még a hajnal előtti órákban a jolngu nép szerint Barnumbirr egy fénykötelet húz maga után, amely a Földön Baralku szigetén ér véget; e kötelet követve, az őslakosok által állított, gazdagon díszített „hajnalcsillagoszlopok” segítségével az emberek képesek őseikkel kapcsolatba lépni.
A tenger felől érkező, a partot az arnhem-földi Yirrkala közelében keresztező Barnumbirr keletről nyugatra tartva száll a szárazföld felett, és útja egy, az állatoknak, növényeknek és a táj jellegzetességeinek nevet adó, illetve ezzel azokat megteremtő dalvonalat hoz létre.

## Fordítás
- Ez a szócikk részben vagy egészben  a   Barnumbirr című angol Wikipédia-szócikk ezen változatának fordításán alapul.  Az eredeti cikk szerkesztőit annak laptörténete sorolja fel. Ez a jelzés csupán a megfogalmazás eredetét és a szerzői jogokat jelzi, nem szolgál a cikkben szereplő információk forrásmegjelöléseként.